# Koen Pelleriaux
Koen Pelleriaux (Ukkel, 1968) is een Belgisch topambtenaar en socioloog. Hij is sinds 2021 afgevaardigd bestuurder van het GO! onderwijs van de Vlaamse Gemeenschap.

## Levensloop
Koen Pelleriaux studeerde sociologie aan de Vrije Universiteit Brussel, waar hij in 2000 promoveerde tot doctor en tot 2001 als docent was verbonden. Van 2001 tot 2005 doceerde hij sociologie aan de Universiteit Antwerpen en van 2005 tot 2008 was hij directeur van de studiedienst van de sp.a. Van 2008 tot 2009 was Pelleriaux kabinetschef van Vlaams minister van Onderwijs en Vorming Frank Vandenbroucke, van 2009 tot 2011 van Vlaams minister van Onderwijs, Jeugd, Gelijke Kansen en Brusselse Zaken Pascal Smet en van 2012 tot 2014 van Vlaams viceminister-president en Media Ingrid Lieten. Van 2014 tot 2020 was hij algemeen directeur van het departement Onderwijs en Vorming van de Vlaamse overheid en van 2020 tot 2021 afdelingshoofd Onderwijsorganisatie- en personeel van het GO! onderwijs van de Vlaamse Gemeenschap, waarvan hij sinds 2021 afgevaardigd bestuurder is in opvolging van Raymonda Verdyck. Tot hij afgevaardigd bestuurder werd doceerde hij onderwijsbeleid in de lerarenopleiding aan de VUB.